# Manzanares de Rioja
Manzanares de Rioja est une commune de la communauté autonome de La Rioja, en Espagne.

## Démographie
| 1900 | 1910 | 1920 | 1930 | 1940 | 1950 | 1960 | 1970 | 1981 |
| ---- | ---- | ---- | ---- | ---- | ---- | ---- | ---- | ---- |
| 291  | 289  | 287  | 292  | 352  | 385  | 373  | 308  | 177  |

| 1991 | 2001 | 2011 | - | - | - | - | - | - |
| ---- | ---- | ---- | - | - | - | - | - | - |
| 147  | 116  | 99   | - | - | - | - | - | - |

## Administration

### Conseil municipal
La ville de Manzanares de Rioja comptait 69 habitants aux élections municipales du 26 mai 2019. Son conseil municipal (en espagnol : Pleno del Ayuntamiento) se compose donc de 3 élus.
| Parti | Parti                                    | Voix | %       | Élus  |
| ----- | ---------------------------------------- | ---- | ------- | ----- |
|       | Parti populaire (PP)                     | 33   | 73,33 % | 3 / 3 |
|       | Parti socialiste ouvrier espagnol (PSOE) | 12   | 26,67 % | 0 / 3 |

### Liste des maires
| Mandat    | Maire | Maire                           | Parti |
| --------- | ----- | ------------------------------- | ----- |
| 1979-1983 |       | Raúl Palacios García            | UCD   |
| 1983-1987 |       | Raúl Palacios García            | AP    |
| 1987-1991 |       | Mª Luisa Martínez Torres        | PSOE  |
| 1991-1995 |       | Anastasio Jesús Martínez Metola | PP    |
| 1995-1999 |       | Roberto Armas de Pablo          | PP    |
| 1995-1999 |       | Agustín Santamaría Fernández    | PP    |
| 1999-2003 |       | Roberto Armas de Pablo          | PP    |
| 1999-2003 |       | Luis Capellán Monja             | PP    |
| 2003-2007 |       | Anastasio Jesús Martínez Metola | PP    |
| 2007-2011 |       | Anastasio Jesús Martínez Metola | PP    |
| 2011-2015 |       | Anastasio Jesús Martínez Metola | PP    |
| 2015-2019 |       | Anastasio Jesús Martínez Metola | PP    |
| 2019-2023 |       | Anastasio Jesús Martínez Metola | PP    |